# サン・イグナシオ・ミニ

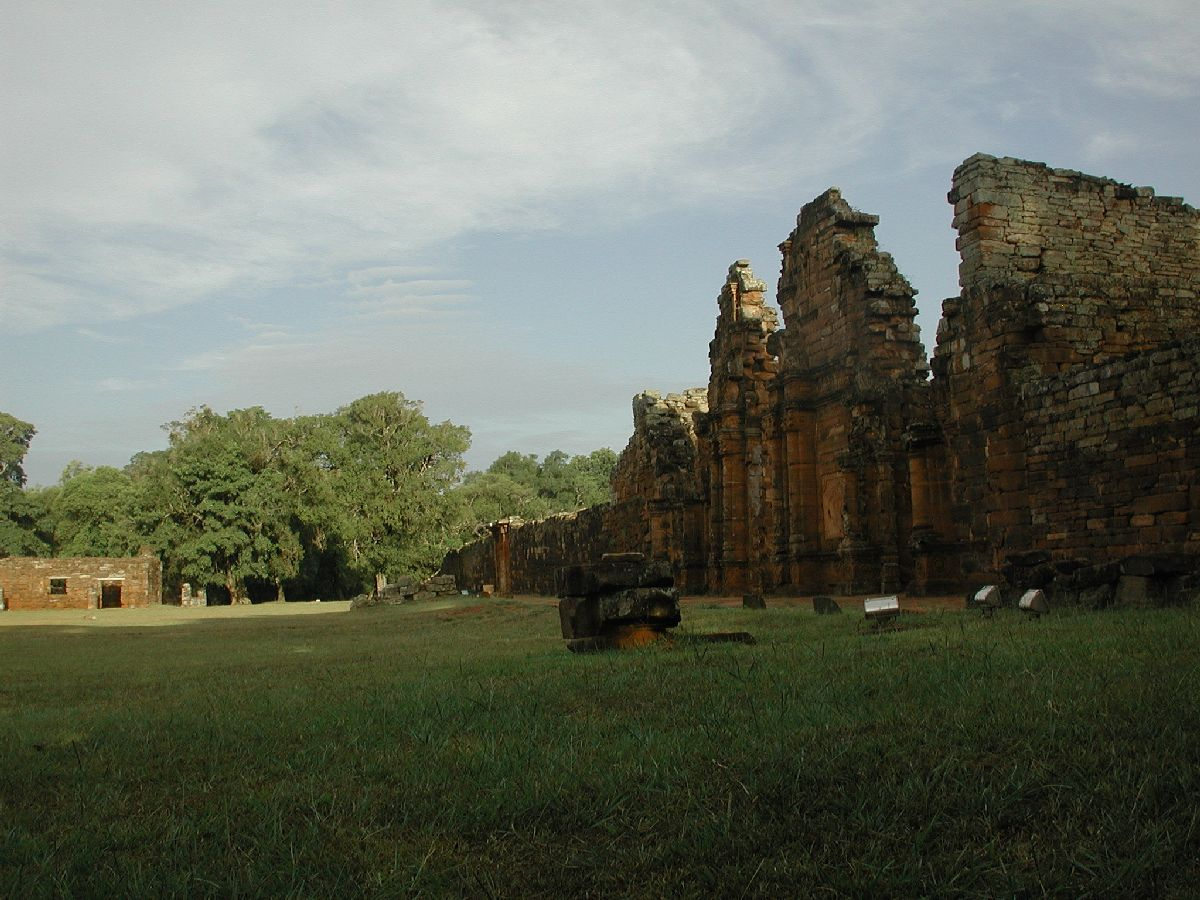

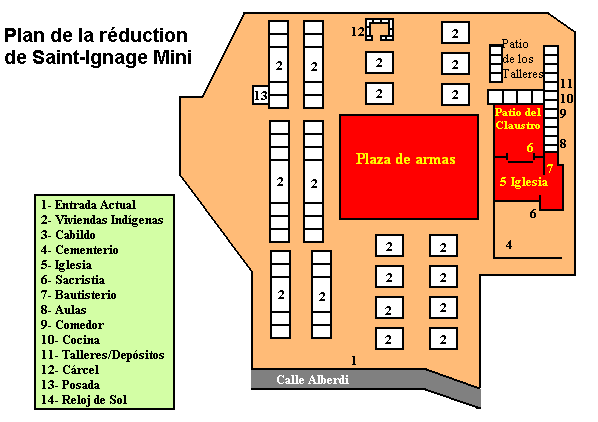
サン・イグナシオの配置

サン・イグナシオ・ミニは、スペイン植民地時代に南アメリカ大陸に築かれたイエズス会伝道所の1つ。アルゼンチンのミシオネス州にある。
現在でいうブラジル、アルゼンチン、パラグアイなどに30箇所築かれたイエズス会伝道所の中では、保存状態の良さという点で、このサン・イグナシオ・ミニが抜きん出ている。この遺跡は、グアラニー・バロック様式として知られる建築上や彫刻上の細部を現在まで良く伝えている。同時に、打ち棄てられて廃墟となった伝道所も少ないのに対し、この遺跡は、現在のサン・イグナシオ村の中にあることから、アクセスしやすいことで観光客に人気がある。
1897年に再発見され、詩人レオポルド・ルゴネスが探検隊を引き連れてきた1903年以降に有名になったが、修復工事は1940年代まで行われなかった。遺跡には、まだ危険な場所もある。それらの場所は親指の痛くなる足場に支えられており、それのせいで組み合わせの妙味はぼかされてしまっているが、個々の特徴には影響していない。
サン・イグナシオ遺跡で中心的な建造物は、イタリア人建築家ジュアン・ブラサネッリ (Juan Brasanelli) の手になる記念碑的な教会である。幅2mの赤い砂岩の壁と陶製タイルの床をもつ長さ74m、幅24mの教会で、グアラニー族の芸術家たちによって飾られた広場を見渡せる。この教会は、この種の建造物の中では最良の遺跡である。隣接する施設には、調理場、食堂、教場、作業場などがある。
この伝道所には、修道士たちの地区や共同墓地などもあり、広場の周辺には200人のグアラニー人が暮らしている。かつては、1733年のピークには4000人が暮らしていた。
現在では、サン・イグナシオ・ミニ・イエズス会博物館 (Museo Jesuítico de San Ignacio Miní) が設置されている。
1984年に、ミシオネス州の他のイエズス会伝道所やブラジルのサン・ミゲル・ダス・ミソンイス伝道所遺跡とともにユネスコの世界遺産に登録された。